# Luca Rastelli
Luca Rastelli (Cremona, 9 de janeiro de 1998) é um ciclista italiano que compete com a equipa Bardiani-CSF-Faizanè.

## Palmarés
- Ainda não tem conseguido vitórias como profissional

## Resultados em Grandes Voltas
| Corrida | Corrida         | 2020 | 2021 | 2022  |
| ------- | --------------- | ---- | ---- | ----- |
|         | Giro d'Italia   | —    | —    | 102.º |
|         | Tour de France  | —    | —    | —     |
|         | Volta a Espanha | —    | —    | —     |

—: Não participa

Ab.: Abandona

## Equipas
- Biesse Carrera Gavardo (2018)
- Team Colpack Ballan (2020-2021)[2]
- Bardiani-CSF-Faizanè (2022-)